# 국제대댐위원회
국제대댐위원회(International Commission on Large Dams, ICOLD)는 1928년에 파리에서 설립되어 사무국을 파리에 두고 큰 댐의 설계, 시공, 관리, 운용에 관한 기술 및 경제성을 다루는 비정부간 국제단체이며, 현재 90개 회원국, 10,000여명의 회원이 있고, 한국대댐회가 1972년에 대한민국을 대표하여 가입하였다.